# Ribera de Monte Rico
Ribera de Monte Rico es una localidad del estado mexicano de Chiapas. Es parte del municipio de Chiapa de Corzo.

## Demografía
| Gráfica de evolución demográfica |
|                                  |

| Censo | Población |
| ----- | --------- |
| 1970  | 508       |
| 1980  | 431       |
| 1990  | 690       |
| 2000  | 740       |
| 2010  | 991       |
| 2020  | 1 045     |